# Duddy will hoch hinaus
Duddy will hoch hinaus ist ein kanadischer Spielfilm aus dem Jahre 1974 von Ted Kotcheff. “Erzählt wird in stimmungsvollen Bildern die Geschichte eines Montrealer Juden – hervorragend: Richard Dreyfuss – der mit allen nur denkbaren Mitteln seinen Traum zu verwirklichen sucht, ein Stück Land zu besitzen und auf dem Weg dorthin einen guten Freund betrügt, die Achtung seines als Vorbild verehrten Großvaters und die Liebe seiner Freundin verliert.“ Der Film basiert auf dem Roman „The Apprenticeship of Duddy Kravitz” (1959) von Mordecai Richler, der sich auch am Drehbuch beteiligte.

## Handlung
Duddy Kravitz ist ein junger, extrovertierter Montréaler Jude, der jede Menge im Hirngespinste im Kopf hat und der, wie seine Familie findet, nicht die richtige Einstellung zum Leben findet und dementsprechend noch nichts aus sich gemacht hat. Da ist sein älterer Bruder Lenny, auf den beider Taxi fahrender Vater Max und dessen wohlhabender Bruder Benjy sehr stolz sind, ganz anders. Der hat mit Benjys Unterstützung Medizin studiert und steht am Beginn einer Karriere als Arzt. Lediglich Duddys alter Großvater bringt so etwas wie Herzenswärme und Zuneigung Duddy gegenüber an den Tag. Duddy hingegen wurschtelt sich durchs Leben. Er will zwar, wie der Titel verrät, hoch hinaus, findet aber zu diesem Ziel weder den richtigen Einstieg noch die richtige Einstellung. Oftmals steht er sich bei seinen hochtrabenden Plänen selbst im Weg. Als er einen Sommerjob als Kellner in einem koscheren Ferienhotel in den Laurentian Mountains ergattert, irritiert seine Hektik und Überdrehtheit prompt seinen Kellnerkollegen Irwin, einen etwas blasierten Collegestudenten. Irwin bringt seine Freundin Linda, die Tochter des Hotelbesitzers, dazu, Duddy zu überreden, ein geheimes Roulette-Spiel auf die Beine zu stellen. Duddy weiß nicht, dass Irwin das Roulette manipuliert hat und verliert infolgedessen seine gesamten 300 Dollar Einnahmen an den miesen Kollegen sowie an einige Hotelgäste. Die anderen Kellner finden es heraus und drängen Irwin dazu, ihm die Summe zu erstatten. Da die anderen Hotelgäste nichts von diesem Arrangement wissen, zahlen sie Duddy aus eigener Tasche weitere 500 Dollar aus.
Duddy beginnt eine Liebesbeziehung mit einer Hotelangestellten, der Franko-Kanadierin Yvette. Beide unternehmen eines Tages ein romantisches Picknick am Seeufer. Duddy ist überwältigt von der Schönheit der Umgebung, und sofort entwickelt er eine neue Idee. Er erinnert sich an den Wahlspruch seines Großvaters, der dereinst sagte: „Ein Mann ohne Land ist ein Niemand“. Duddy will nun daraufhin das gesamte Grundstück um den See herum kaufen und daraus etwas machen. Da er noch keine 21 Jahre, also noch minderjährig, ist, und die derzeitigen Besitzer überdies vielleicht nicht an einen Juden verkaufen wollen, schiebt er Yvette als potentielle Interessentin vor. Duddy macht sich daran, das Geld zu beschaffen, das er für den Grundstückskauf benötigt. Er engagiert den als Trunkenbold verschrienen Filmregisseur Friar, der, seitdem er auf der Schwarzen Liste Hollywoods steht, nicht mehr drehen darf. Friar soll im Auftrag Duddys für reiche jüdische Familien Hochzeiten und Bar Mitzvahs aufnehmen. Sein erster Kunde ist Mr. Farber, der Duddy einen harten Deal abnötigt: Wenn ihm das filmische Ergebnis nicht gefällt, wird er nicht zahlen. Trotz Friars künstlerischen Ansprüche ist der erste Film ein Erfolg, und es folgen bald weitere Aufträge.
Doch die Einkünfte aus Duddys Unternehmung reichen nicht für einen Landkauf, und so bittet er seinen Vater, einen Termin mit dessen Freund Dingleman anzuleiern. Dingleman ist eine halbseidene aber geschäftlich erfolgreiche Type, der einst ebenso bescheiden angefangen hatte wie Duddy jetzt. Dingleman lehnt Duddys Bitte um einen Kredit ab, lädt ihn aber später ein, mit ihm eine Zugreise nach New York zu unternehmen, wo er seine Ideen noch einmal in aller Ruhe vorstellen kann. Es stellt sich heraus, dass Dingleman Duddy lediglich als nützlichen Idioten benötigt, als möglichen Sündenbock im Rahmen eines Drogenschmuggels, sollte Dingleman auf der Fahrt kontrolliert werden. Im Zug lernt Duddy den gutmütigen Virgil kennen und bietet diesem an, dessen Flippermaschinen abzukaufen, die in den Vereinigten Staaten nicht zugelassen sind. Als Virgil später Duddy besucht, hat dieser nicht genug Geld, um ihn zu bezahlen. Duddy stellt Virgil als LKW-Fahrer ein, obwohl dieser an Epilepsie leidet. Prompt erleidet Virgil einen Anfall während einer Fahrt und verursacht einen schweren Unfall. Virgil ist fortan von der Taille abwärts gelähmt. Duddy fühlt sich zwar schuldig, tut aber nichts für den hilf- und einkommenslosen Virgil, woraufhin Yvette Duddy verlässt, um sich fortan um Virgil zu kümmern.
Duddy wirkt im höchsten Maße beunruhigt, als Dingleman von seinen Plänen zur wirtschaftlichen Nutzung des Seegrundstücks erfährt. Das letzte Teilstück wird zum Verkauf angeboten, und prompt bekommt Duddy in Dingleman scharfe Konkurrenz, denn der bietet mit. Um den Konkurrenten auszubooten, fälscht Duddy Virgils Unterschrift auf einem Scheck, der den Grundstückskauf besiegelt und hat nun endgültig bei Yvette und Virgil verschissen. Voller Stolz will Duddy seinem Vater Max, dem Onkel Lenny und seinen Großvater sein soeben erstandenes Anwesen präsentieren. Als Dingleman auftaucht, um eine Finanzierung von Duddys Entwicklungsplänen anzubieten, macht sich Duddy über ihn lustig. Duddys Großvater weigert sich seinem Enkel weiterhin zu helfen, nachdem er von Yvette dessen Gebaren ihr und Virgil gegenüber erfahren hat. Nun ist Duddy endgültig bei jedem unten durch. Er versucht sich mit Yvette zu versöhnen, doch erfährt eine herbe Abfuhr. Die Franko-Kanadierin macht ihm klar, dass sie ihn nie mehr wiedersehen möchte. Die Schlussszene zeigt, dass Duddy seinen bescheidenen sozialen Aufstieg in der Montréaler Gesellschaft erreicht hat, und erstmals scheint auch sein Vater richtig stolz auf ihn zu sein.

## Produktionsnotizen
Der vom 10. September 1973 bis Mitte Februar 1974 in Montréal gedrehte Film, der als erfolgreichste Produktion Kanadas zu seiner Zeit galt und als Initialzündung für ein eigenständiges kanadisches Kino angesehen wird wurde am 11. April 1974 uraufgeführt. Die Produktionskosten lagen bei bescheidenen 911.000 kanadischen Dollars, die Einspielergebnisse bei 1, 7 Millionen Dollar. In Deutschland lief der Film am 30. Juni 1975 im Fernsehen (ZDF) an.
Gerald Schneider übernahm die Herstellungsleitung, Don Duprey die Produktionsleitung. Anne Pritchard entwarf die Filmbauten, die Kostüme stammen von Louise Jobin, François Laplante und Luc Le Flaguais.

## Auszeichnungen und Nominierungen
- Der Film erhielt im Juni 1974 auf der Berlinale den Goldenen Bär.
- Bei den Canadian Film Awards 1974 wurde Duddy will hoch hinaus als „Film des Jahres“ ausgezeichnet.
- Oscar-Nominierung für das Beste Drehbuch 1975
- Golden-Globe-Nominierung 1975
- WGA-Award für das beste Drehbuch 1975
- Nominierung für Richard Dreyfuss als bester Schauspieler bei den New York Film Critics Circle Awards 1975
- Bestes Drehbuch beim ACTRA Montreal Award 1975

## Kritiken
In Kay Wenigers Das große Personenlexikon des Films heißt es in Richard Dreyfuss’ Biografie: „Einen frühen künstlerischen Höhepunkt erspielte sich Dreyfuss 1973 mit der Titelrolle in der originellen, von Ted Kotcheff flott und geistreich inszenierten kanadischen Produktion Duddy will hoch hinaus“, während man in dem Eintrag zu Regisseur Kotcheff lesen kann, dass er mit „Duddy will hoch hinaus“ „seinen bislang schönsten, persönlichsten und milieuechtesten Film“ drehte.
Der Movie & Video Guide dekretierte: “Prätentiöser Bar Mitzvah-Film, von Daddys „Klienten“ Elliott, einem kunstbeflissenen Regisseur, hergestellt, ist nur eines der komischen Highlights.”
Halliwell's Film Guide charakterisierte den Film wie folgt: „Amüsante Abenteuer eines Anti-Helden; gute Szenen aber ziemlich ungleichmäßige Methode.“
Auch das Lexikon des Internationalen Films lobte den Film und seinen Hauptdarsteller: „Sehr lebendige, dabei nachdenklich stimmende Studie mit genau gezeichneten Typen, mit Gefühl für Milieu und Atmosphäre, Verständnis und leiser Ironie. Hervorragend gespielt: Die mitreißend vitale Hauptfigur.“